# Giorgia Moll
Giorgia Moll est une actrice italienne née à Prata di Pordenone (Frioul) le 14 janvier 1938.

## Filmographie partielle
- 1955 : Non scherzare con le donne de Giuseppe Bennati
- 1956 : Les Week-ends de Néron (Mio figlio Nerone) de Steno : Lidia
- 1956 : Club de femmes de Ralph Habib : Gina
- 1957 : Maris en liberté (Mariti in città) de Luigi Comencini : Lionella
- 1958 : Un Américain bien tranquille (The Quiet American) de Joseph L. Mankiewicz : Phuong
- 1958 : Épouses dangereuses (Mogli pericolose) de Luigi Comencini : Claudina Carpi
- 1959 : La Charge des Cosaques (Agi Murad il diavolo bianco) de Riccardo Freda : Saltanet
- 1960 : Les Trois etc. du colonel de Claude Boissol : Isabella
- 1960 : Les Cosaques (I Cosacchi) de Giorgio Rivalta et Viktor Tourjansky : Tatiana
- 1960 : Jeux précoces (Il rossetto) de Damiano Damiani : Lorella Severano
- 1960 : La Reine des Amazones (La Regina delle Amazzoni) de Vittorio Sala : une Amazone
- 1961 : Le Voleur de Bagdad (Il Ladro di Bagdad) d’Arthur Lubin et Bruno Vailati : Amina
- 1961 : L’Enlèvement des Sabines (Il Ratto delle Sabine) de Richard Pottier : Lavinia
- 1961 : Laura nue (Laura nuda) de Nicolo Ferrari : Laura
- 1963 : Le Mépris de Jean-Luc Godard : Francesca Vanini, l’assistante du producteur
- 1963 : Cover Girls de José Benazeraf
- 1966 : L'Incompris (Incompreso) de Luigi Comencini : Judy
- 1967 : La Blonde de Pékin de Nicolas Gessner : Jinny
- 1968 : Capitaine Singrid de Jean Leduc : Carol Petersen
- 1969 : Le Voleur de crimes de Nadine Trintignant : Olga
- 1984 : Tutti dentro d’Alberto Sordi : Giovanna Salvemini